# Bacu Abis
Bacu Abis è una frazione di 1 673 abitanti del comune di Carbonia, nella provincia del Sud Sardegna. L'abitato dista circa 13 km dal centro carboniense, del cui territorio comunale costituisce l'estremità nord-occidentale.

## Origini del nome
Una delle teorie relative all'origine del toponimo Bacu Abis ricondurrebbe al sardo "báccu de ábis", cioè "gola delle api". Tale teoria fu sposata anche da Primo Levi, nel racconto Piombo del suo libro Il sistema periodico:
(Primo Levi, Il sistema periodico)
Da rilevare come la zona nel Settecento fosse nota col nome S'Ortu de Is Abis, che in sardo può voler dire sia l'orto delle api che l'orto degli Abis.
Nella lingua sarda per indicare un certo luogo si usa la parola Bacu o Baccu. Sono tanti i siti in Sardegna che vengono così chiamati: Bacu Ollastu zona degli olivastri; Bacu Suergiu zona delle sugherete; Bacu Abis zona delle api. Ecc.

## Storia

### Fondazione del centro
La storia di questo abitato inizia alla metà dell'Ottocento con la scoperta di alcuni giacimenti di lignite, utili per il fabbisogno nazionale come fonte energetica. Infatti, l'insediamento ottocentesco del centro carbonifero di Bacu Abis era inizialmente costituito da un nucleo abitativo di due lunghi edifici fronteggianti fra loro, denominato "Case Congia" (edificato nel 1914).
All'epoca Bacu Abis era frazione del comune di Gonnesa, e lo fu fino al 5 novembre 1937, quando venne poi inglobato nel nuovo Comune di Carbonia, nel quale fu quasi subito anche sede di delegazione municipale con servizi comunali decentrati e in seguito con poteri autonomi però limitati.
Negli anni 1936-1938 (su progetto di Gustavo Pulitzer-Finali e dei suoi collaboratori) si decise di costruire un "razionale villaggio operaio", comprendente 20 isolati, con alloggi per 80 famiglie di minatori, e 3 isolati per 7 famiglie di impiegati. A questo primo nucleo edilizio, costruito nell'asse viario di viale della Libertà, si aggiunge l'ex casa del Fascio con piccola torre, il dopolavoro con cine-teatro, lo spaccio aziendale e l'ambulatorio.
In seguito Bacu Abis divenne sede di circoscrizione municipale extraurbana (con Presidente e Consiglio Circoscrizionale), organo di rappresentanza amministrativa locale che cessò l'attività con le elezioni comunali del 2011, con cui entrò in vigore la normativa che toglieva ai comuni sotto i 100 000 abitanti (come Carbonia) la possibilità di avvalersi di queste forme di decentramento.

## Monumenti e luoghi d'interesse

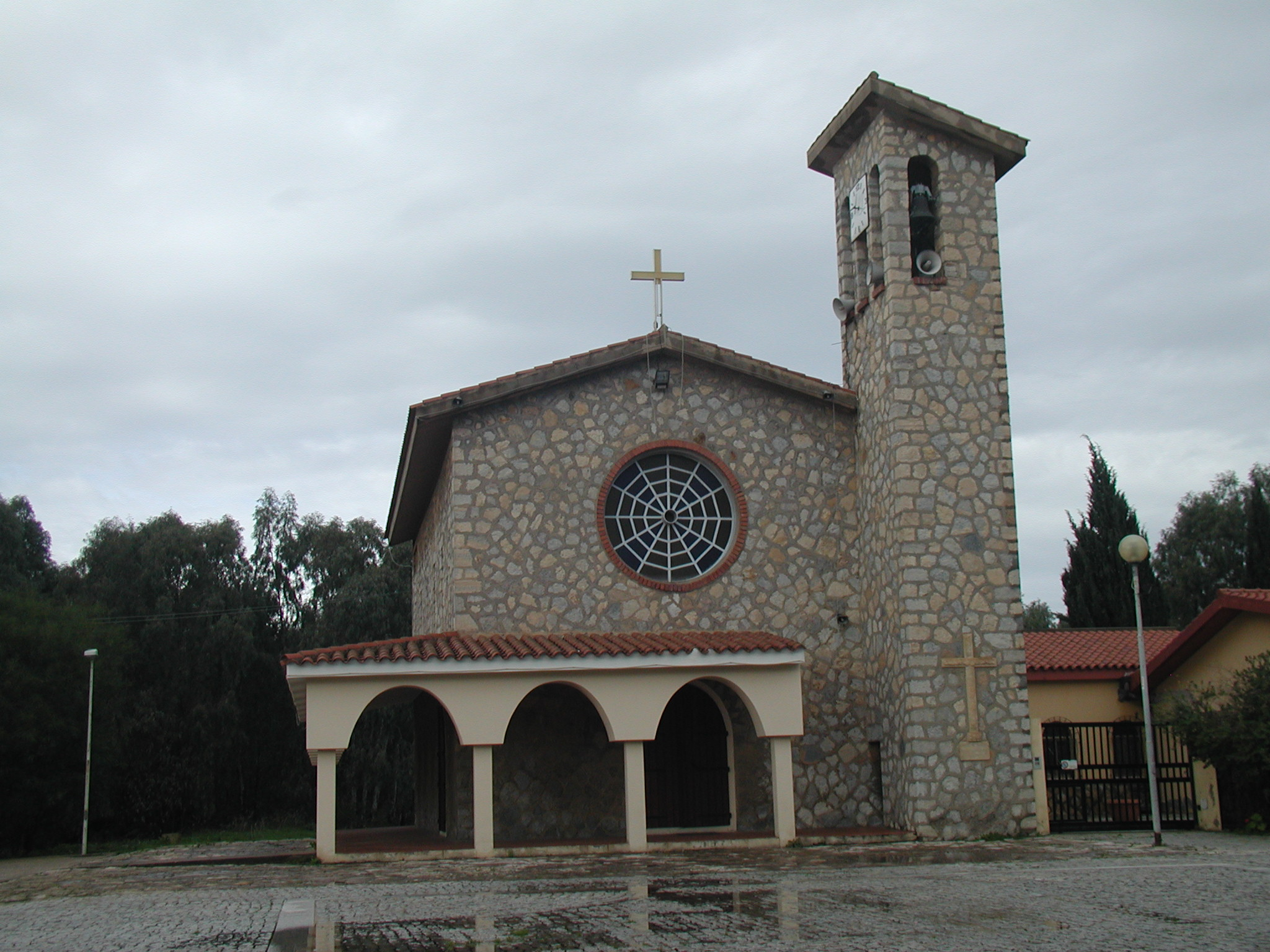
La chiesa di Santa Barbara, in passato intitolata a San Vittorio

### Architetture religiose
- Chiesa di Santa Barbara.

### Ritrovamenti archeologici
Dalla relazione, inviata alla Regia Accademia dei Lincei, del professor Filippo Vivanet (architetto, archeologo e scrittore), che inviò in loco l'archeologo cagliaritano Filippo Nissardi, si apprende degli scavi archeologici effettuati nel territorio di Bacu Abis, poco prima del 1878, dall'ingegner Bianchi, direttore della Miniera carbonifera omonima, dove si ebbero i seguenti risultati:
- Due Ville romane. Questi due edifici romani ricordano ambienti della casa rustica e rurale della Sardegna meridionale, poste verso la vallata di Flumentepido, presso l'antica strada romana che da Carales portava a Sulci[6].
- Tombe romane. In diverse tombe sono stati rinvenuti oggetti di terracotta e monete (consolari, dei primi Cesari e dei Costantini), lucerne del I secolo dell'Impero romano, altre del IV e V secolo d.C. con i simboli della croce e del monogramma di Cristo; tra le ceramiche più importanti un piatto dove si raffigura nel fondo tre anime che si beano in Cristo, rappresentate allegoricamente da tre colombe attorno al sunnominato monogramma[7].

### La miniera di Bacu Abis

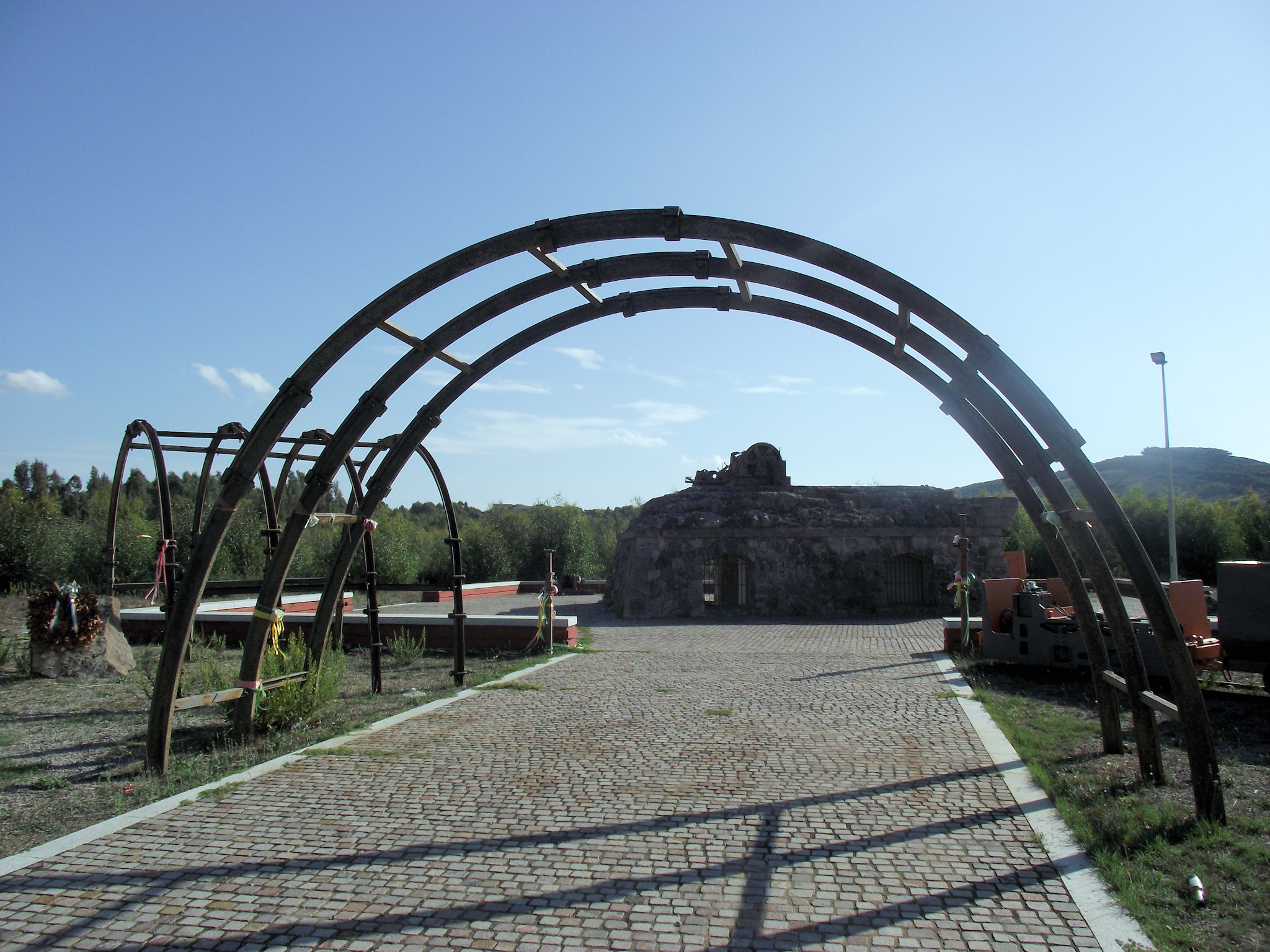
Il ristrutturato accesso a Pozzo Castoldi, pozzo carbonifero situato all'ingresso settentrionale della frazione

Bacu Abis sorge sul più vecchio giacimento minerario del bacino carbonifero del Sulcis: per questo il territorio della frazione e delle vicinanze fu oggetto di permessi di ricerca e di attività estrattive con modeste produzioni di carbone. La prima segnalazione ufficiale del carbone nel Sulcis fu quella del generale Alberto La Marmora che, fra il 1834 ed il 1846, rinvenne la presenza di frammenti di carbone fossile in località Canna'e menda (Gonnesa), ma senza riuscire a localizzare gli affioramenti. Il giacimento carbonifero di Bacu Abis fu scoperto nel 1851 da Ubaldo Millo, il quale ottenne il 29 maggio 1853 tre concessioni carbonifere, quelle di Bacu Abis, di Terra'e Colu e di Funtana de mari, intitolate alla Società “Tirsi-Po” di Millo e Montani.
Nel 1854 furono estratte 150 tonnellate di carbone; la miniera ebbe una produzione discontinua fino al 1871, anno in cui la concessione fu affidata all'ingegner Anselmo Roux che nel 1873 a Torino, costituì la Società anonima miniere di Bacu Abis che divenne proprietaria della miniera. Tuttavia, dopo alcuni anni di splendore (in cui lavoravano nella miniera sino a 700 operai circa), arrivò la crisi, i soci di Roux si ritirarono e l'ingegnere rilevò la miniera da solo; dopo la sua scomparsa la miniera fu rilevata dalla Società Monteponi.
Nel 1915 il deputato Angelo Roth promosse dei provvedimenti governativi a favore della Società Anonima di Bacu Abis, che gestiva le miniere carbonifere nel Sulcis e nella grande guerra il carbone estratto servì come combustibile per le navi.
Durante il fascismo, per la politica dell'autarchia, nel territorio furono aperte altre miniere e, quella di Bacu Abis conobbe una rinascita, furono ampliati i pozzi esistenti e potenziato il sistema di trasporto dei minerali su ferrovia. Il paese si trasformò, furono costruite case per i minatori e nel giro di pochi anni divenne un vero e proprio centro abitato.
L'attività estrattiva si protrasse fino ai primi anni sessanta, quando la miniera cessò la sua attività.
Nel periodo di massima attività la miniera era costituita dagli impianti estrattivi di pozzo Roth, pozzo Cortoghiana Vecchia, pozzo Est, pozzo Emilio, pozzo Nuovo e pozzo Castoldi.

## Società

### Evoluzione demografica
Secondo il censimento generale della popolazione e delle abitazioni 2011 nella frazione di Bacu Abis risiedevano 1 673 abitanti, dei quali 791 maschi e 882 femmine.
Questa è l'evoluzione demografica dell'abitato di Bacu Abis e della sua frazione, riportata con dati aggregati secondo i vari censimenti generali della popolazione residente dall'Unità d'Italia in poi. I dati sino al 1936 (compreso) si riferiscono al periodo in cui Bacu Abis e le località circostanti erano nel territorio comunale di Gonnesa.
|                | 1861 | 1871 | 1881 | 1901    | 1911 | 1921 | 1931 | 1936    | 1951      | 1961      | 1971      | 1981      | 1991      | 2001      | 2011      |
| -------------- | ---- | ---- | ---- | ------- | ---- | ---- | ---- | ------- | --------- | --------- | --------- | --------- | --------- | --------- | --------- |
| Abitato        | ab.  | ab.  | ab.  | 457 ab. | ab.  | ab.  | ab.  | 637 ab. | 4.255 ab. | 2.201 ab. | 1.961 ab. | 2.005 ab. | 2.039 ab. | 1.882 ab. | 1.673 ab. |
| Circoscrizione |      |      |      |         |      |      |      |         | 4.746 ab. | 2.263 ab. | 1.990 ab. | 1.972 ab. | 2.090 ab. | 1.941 ab. | ab.       |

### Etnie e minoranze straniere
Con riferimento al censimento generale della popolazione e delle abitazioni 2011, risiedevano nella frazione sette cittadini stranieri, di cui sei provenienti dall'Europa e uno dall'America.

## Sport
Nonostante il basso numero di abitanti, Bacu Abis vanta tre società calcistiche. La prima, l'Atletico Bacu Abis, milita nella stagione 2014-2015 in Seconda Categoria, mentre il Santa Barbara Bacu Abis nella stessa stagione partecipa al campionato di Terza Categoria. Entrambe le società sono state fondate nel 2013. La terza società, l'U.S.D. Bacu Abis, è invece attiva esclusivamente nel settore giovanile.

## Galleria d'immagini

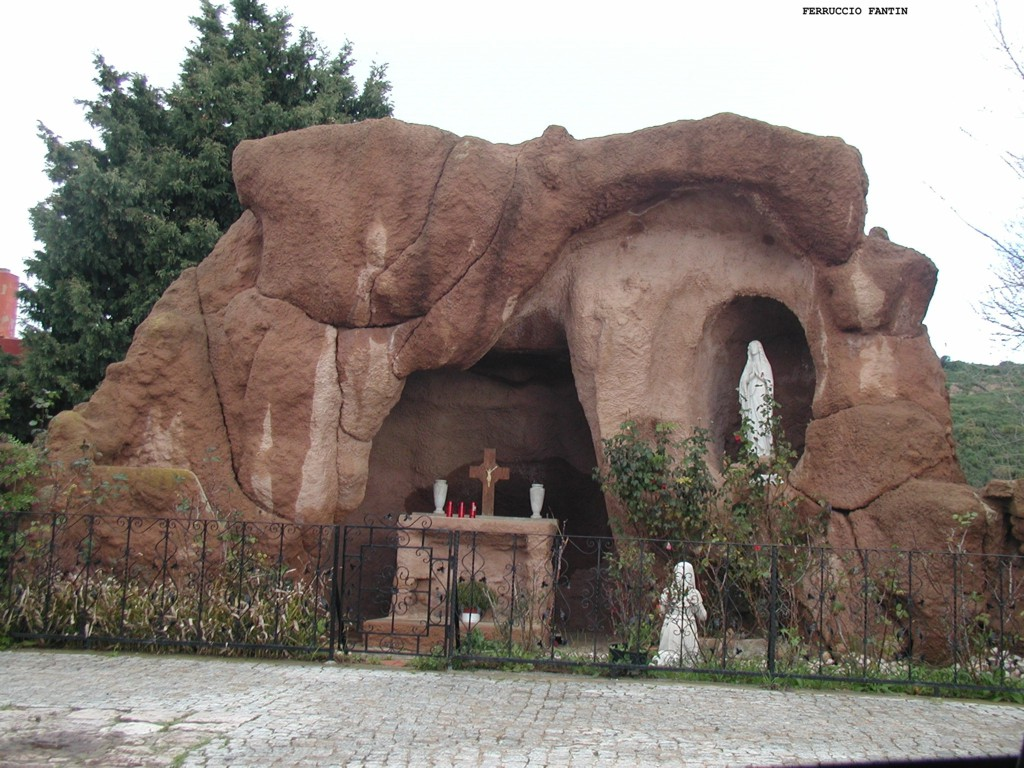
Riproduzione della grotta di Lourdes presente nella frazione.